# Coeriana crinipes
Coeriana crinipes är en fjärilsart som beskrevs av William Schaus 1914. Coeriana crinipes ingår i släktet Coeriana och familjen nattflyn. Inga underarter finns listade i Catalogue of Life.